# Municipio de Center (condado de Wayne)
El municipio de Center (en inglés: Center Township) es un municipio ubicado en el condado de Wayne en el estado estadounidense de Indiana. En el año 2010 tenía una población de 7579 habitantes y una densidad poblacional de 69,14 personas por km².

## Geografía
El municipio de Center se encuentra ubicado en las coordenadas 39°49′28″N 84°59′59″O / 39.82444, -84.99972. Según la Oficina del Censo de los Estados Unidos, el municipio tiene una superficie total de 109.61 km², de la cual 108.85 km² corresponden a tierra firme y (0.69%) 0.76 km² es agua.

## Demografía
Según el censo de 2010, había 7579 personas residiendo en el municipio de Center. La densidad de población era de 69,14 hab./km². De los 7579 habitantes, el municipio de Center estaba compuesto por el 96.75% blancos, el 0.53% eran afroamericanos, el 0.24% eran amerindios, el 0.65% eran asiáticos, el 0.01% eran isleños del Pacífico, el 0.54% eran de otras razas y el 1.28% pertenecían a dos o más razas. Del total de la población el 1.54% eran hispanos o latinos de cualquier raza.